# Centro Médico Soroka
Centro Médico Universitário Soroka (em inglês: Soroka University Medical Center; em hebraico: המרכז הרפואי סורוקה, romanizado: HaMerkaz HaRefu'i Soroka), parte do grupo Clalit Health Services, é o hospital geral de Bersheba, Israel. Ele serve como o hospital central da região e fornece serviços médicos a aproximadamente um milhão de residentes do Sul, de Kiryat Gat e Ashkelon a Eilat. O Soroka possui 1.191 leitos hospitalares e está distribuído por 291 dunams (0,291 km²) no centro de Bersheba.
O Soroka fornece atendimento médico às comunidades da região, incluindo beduínos do Neguev. É um hospital universitário afiliado à Faculdade de Ciências da Saúde da Universidade Ben-Gurion do Negev, cujo campus é adjacente ao hospital. Durante períodos de combate no Sul (como a Operação Margem Protetora), o Soroka serviu como um centro de emergência para vítimas militares.

## História
Após a independência de Israel em 1948, um hospital militar temporário foi instalado em um antigo prédio otomano antes de ser transferido para um complexo britânico e administrado pela organização Hadassah. Restrições orçamentárias impediram sua expansão, levando líderes locais, como o prefeito David Tuviyahu e o diretor da Clalit Health Services, Moshe Soroka, a buscar financiamento. Um avanço ocorreu em 1955, quando o Sindicato Internacional das Trabalhadoras do Vestuário, liderado por David Dubinsky, doou US$ 1 milhão. A construção começou em 1956, e o Hospital Central do Negev foi inaugurado em 1959, sendo posteriormente renomeado em homenagem a Soroka. Inicialmente com departamentos essenciais, expandiu-se ao longo do tempo, tornando-se uma instituição médica de referência.
No século XXI, o Soroka continuou a crescer, com Shlomi Codish nomeado diretor-geral em 2018. O hospital ganhou atenção internacional em 2025, quando foi atingido por um míssil iraniano durante a Guerra Irã-Israel, ferindo dezenas e provocando condenações de autoridades israelenses e do Comitê Internacional da Cruz Vermelha, que enfatizou a proteção de instalações médicas sob o direito internacional. Anteriormente, o hospital havia atendido pacientes de alto perfil, como o líder do Hamas Yahya Sinwar, em 2004.

## Estatísticas
O Centro Médico Soroka possui mais de 40 unidades de internação e 1.191 leitos, além de diversas clínicas ambulatoriais e serviços de emergência. Seu Departamento de Medicina de Emergência, o mais movimentado de Israel (com mais de 270 mil atendimentos anuais), é classificado como o melhor do país pelo Ministério da Saúde. A maternidade do hospital registra o maior número de partos do país (mais de 17 mil por ano). Em 2023, foram realizadas 32.400 cirurgias, 100 mil internações e 600 mil consultas ambulatoriais. Com 5.500 funcionários—incluindo 900 médicos e 2.000 enfermeiros—atende mais de um milhão de residentes do Neguev, cobrindo 60% do território israelense, com populações únicas como beduínos (um terço da região) e imigrantes da Etiópia e ex-União Soviética.